# 321. pěší divize (Wehrmacht)
321. pěší divize (německy: 321. Infanterie-Division) byla divize německé armády (Wehrmacht) za druhé světové války.

## Historie
321. pěší divize byla založena 16. prosince 1940 v Braunschweigu jako domácí divize v rámci třinácté sestavovací vlny německé armády. Sestavena byla z částí 267. a 295. pěší divize. Byla nasazena ve Francii jako okupační vojsko. 21. října 1942 obdržela status útočné divize. Roku 1943 byla divize přeložena na východní frontu ke skupině armád Střed. Divize byla podřízena 9. armádě a bojovala u Žizdry, Brjanska a Rogačova. 2. listopadu 1943 byla divize zrušena.